# Andy Mackay
Andrew „Andy” Mackay (n. 23 iulie 1946) este un multi-instrumentist englez, cel mai bine cunoscut ca unul din membrii fondatori ai trupei de art-rock, Roxy Music.